# Kiril Beliáyev
Kiril Nikoláyevich Beliáyev –en ruso, Кирилл Николаевич Беляев– (Rybinsk, 27 de agosto de 1997) es un deportista ruso que compite en natación, en la modalidad de aguas abiertas.
Ganó una medalla de plata en el Campeonato Mundial de Natación de 2019 y una medalla de plata en el Campeonato Europeo de Natación de 2018, ambas en la prueba de 25 km.

## Palmarés internacional
| Campeonato Mundial | Campeonato Mundial      | Campeonato Mundial | Campeonato Mundial |
| Año                | Lugar                   | Medalla            | Prueba             |
| ------------------ | ----------------------- | ------------------ | ------------------ |
| 2019               | Gwangju (Corea del Sur) | Medalla de plata   | 25 km              |
| Campeonato Europeo |                         |                    |                    |
| Año                | Lugar                   | Medalla            | Prueba             |
| 2018               | Glasgow (Reino Unido)   | Medalla de plata   | 25 km              |